# Deltote awassensis
Deltote awassensis is een vlinder van de familie van de uilen (Noctuidae). De wetenschappelijke naam van deze soort is voor het eerst voorgesteld als Lithacodia awassensis door Emilio Berio in een publicatie uit 1984.
De soort komt voor in Ethiopië.